# Franz Andreas Holly
Franz Andreas Holly (František Ondřej Holý, * 28. November 1747 in Netolice; † 4. Mai 1783 in Breslau) war ein böhmischer Komponist.

## Leben
Holly war vermutlich Schüler der Jesuiten in Prag und trat danach möglicherweise dem Franziskanerorden bei. 1768 oder 1769 wurde er Mitglied Theatertruppe von Johann Joseph von Brunian, am Theater an der Kotzen in Prag und trat die Nachfolge des ehemaligen Musikdirektors Johann Baptist Savio als Korrepetitor an. Als man die Truppe im April 1772 neu organisierte, wurde Holly ihr Kapellmeister. Spätestens 1773 reiste er mit einem Schauspieler der Truppe, Karl Franz Henisch, der auch einige Libretti schrieb, nach Berlin. Von 1774 bis zu seinem Tod war er als musikalischer Leiter der Wäserschen Wander-Theatertruppe in Breslau tätig. Holly komponierte eine Anzahl von Singspielen und Schauspielmusiken.

## Werke
- Der lustige Schuster, komische Oper (Libretto von Karl Franz Henisch nach Christian Felix Weisse), 1770
- Das Gespenst, komische Oper (Libretto von Karl Franz Henisch), 1771
- Der Zauberer, komische Oper (Libretto von Karl Franz Henisch), 1772
- Der Kaufmann von Smyrna, komische Oper (Libretto von Christian Friedrich Schwan), 1773
- Der Bassa von Tunis, komische Oper (Libretto von Karl Franz Henisch), 1774
- Das Gärtnermädchen, komische Oper (Libretto von Johann Karl August Musäus), 1775
- Gelegenheit macht Diebe, Operette (Libretto von Karl Franz Henisch), 1775
- Der Patriot auf dem Lande (Libretto von Karl Emil Schubert), 1777
- Die Verwechslung, komische Oper, 1779–84
- Die Zigeuner (Libretto von Heinrich Ferdinand Möller), 1781
- Der Irrwisch, komische Oper (Libretto von Christoph Friedrich Bretzner),1782